# Xysticus lendli
Xysticus lendli là một loài nhện trong họ Thomisidae.
Loài này thuộc chi Xysticus. Xysticus lendli được Wladislaus Kulczynski miêu tả năm 1897.